# Tibirita (ort)
Tibirita är en ort i Colombia.   Den ligger i departementet Cundinamarca, i den centrala delen av landet, 80 km nordost om huvudstaden Bogotá. Tibirita ligger 1 961 meter över havet och antalet invånare är 920.
Terrängen runt Tibirita är bergig västerut, men österut är den kuperad. Runt Tibirita är det ganska tätbefolkat, med 120 invånare per kvadratkilometer. Närmaste större samhälle är Guateque, 6,2 km sydost om Tibirita. Omgivningarna runt Tibirita är en mosaik av jordbruksmark och naturlig växtlighet.